# Opel Vivaro
Opel Vivaro je transporter njemačke marke Opel i proizvodi se od 2001. godine.

## Povijest proizvodnje
Opel Vivaro nastao je 2001. godine u suradnji General Motorsa, tadašnjeg vlasnika Opela, s francuskim Renaultom i japanskim Nissanom. Identičan je modelima Renault Trafic i Nissan Primastar. Vozilo je dizajnirao Renaultov studio u Francuskoj. Ime Renault Trafic već je bilo prisutno na tržištu lakih gospodarskih vozila od 1980. godine.
Prva generacija proizvodila se zajedno s Renaultovim i Nissanovim inačicama u General Motorsovoj tvornici u Lutonu u Velikoj Britaniji. Kao i ostali Opelovi modeli, Vivaro se u Velikoj Britaniji prodavao pod značkom Vauxhalla. Vozilo je 2006. godine podvrgnuto laganom redizajnu. Renault Trafic dobio je prozirne umjesto narančastih prednjih pokazivača smjera, dok su prednji pokazivači smjera na Vivaru maknuti s odbojnika i uklopljeni u farove.
U rujnu 2014. godine predstavljena je druga generacija, koja se nastavila prodavati pod istim imenima. Proizvodnja inačica koje se prodaju pod značkom Renaulta i Nissana premještena je u Francusku, dok se Opelov i Vauxhallov model nastavio proizvoditi u Velikoj Britaniji. Od ljeta 2016. godine model je dostupan i pod imenom Fiat Talento, a Nissanova je inačica preimenovana u NV300. Oba modela proizvode se u Francuskoj.

## Motori
Opel Vivaro prve generacije u ponudi je imao sljedeće motore:
- 2.0 L, 86 kW (117 KS)
- 2.0 L, 88 kW (120 KS)
- 1.9 L turbo dizel, 60 kW (82 KS)
- 1.9 L turbo dizel, 74 kW (101 KS)
- 2.0 L turbo dizel, 66 kW (90 KS)
- 2.0 L turbo dizel, 84 kW (114 KS)
- 2.5 L turbo dizel, 84 kW (114 KS)
- 2.5 L turbo dizel, 99 kW (135 KS)
- 2.5 L turbo dizel, 107 kW (145 KS)

Nakon 2011. godine u ponudi su ostali samo dizelski motori.
Druga generacija pokretana je isključivo 1.6-litrenim dizelskim motorom koji se nudi u izvedbama bez turbopunjača i s turbopunjačem. Ovisno o izvedbi razvija od 90 do 145 konjskih snaga.